# فلیکس والوتون
فلیکس والوتون (به فرانسوی: Félix Vallotton) (۲۸ دسامبر ۱۸۶۵ — ۲۹ دسامبر ۱۹۲۵) نقاش سوئیسی ساکن فرانسه و از نبی‌ها بود. او در زمینه چاپ دستی و چوب‌تراشی نیز فعالیت می‌کرد.

## نگارخانه

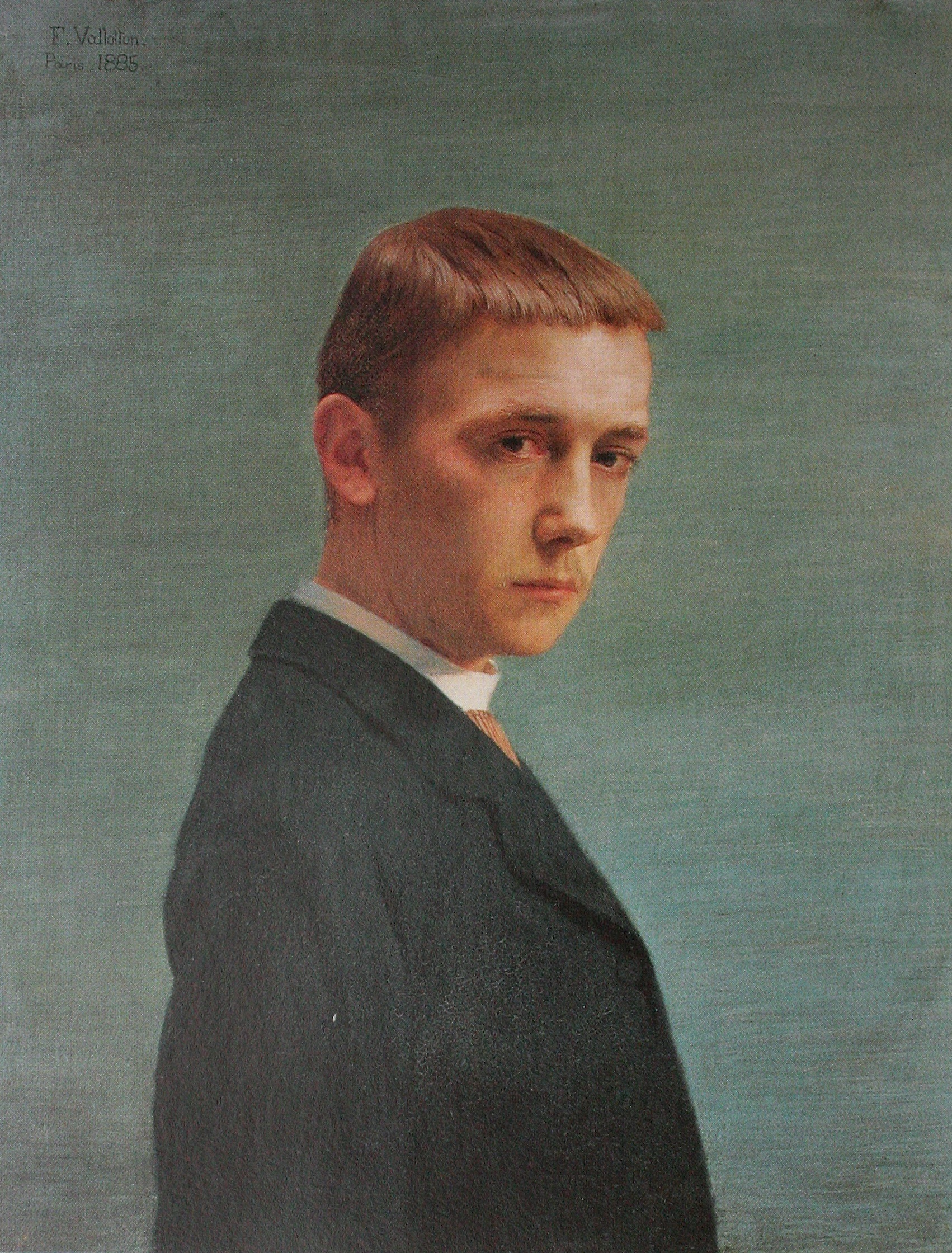
خودچهره‌نگاره ۱۸۸۵ (۲۰ سالگی)، رنگ روغن روی بوم
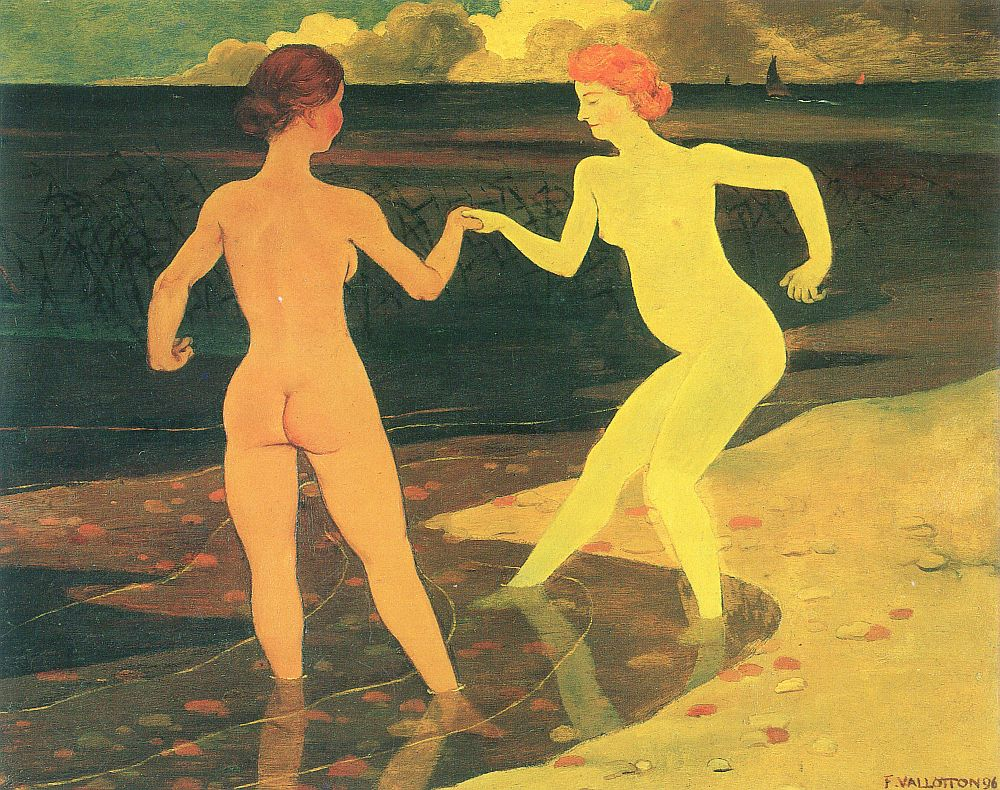
بانو و خدمتکار، ۱۸۹۶، ۵۲ × ۶۶
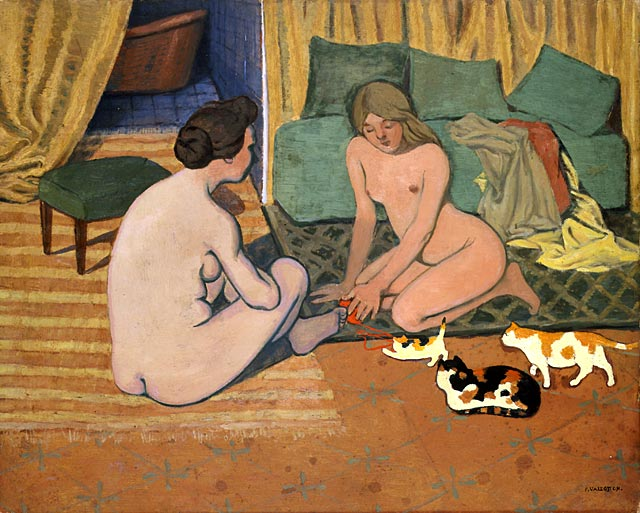
زنان برهنه و گربه‌ها، ۱۸۹۷–۱۸۹۸
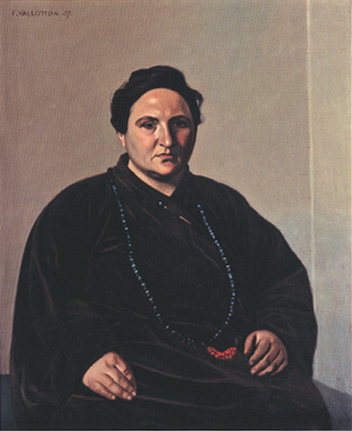
تک‌چهره گرترود استاین، ۱۹۰۷
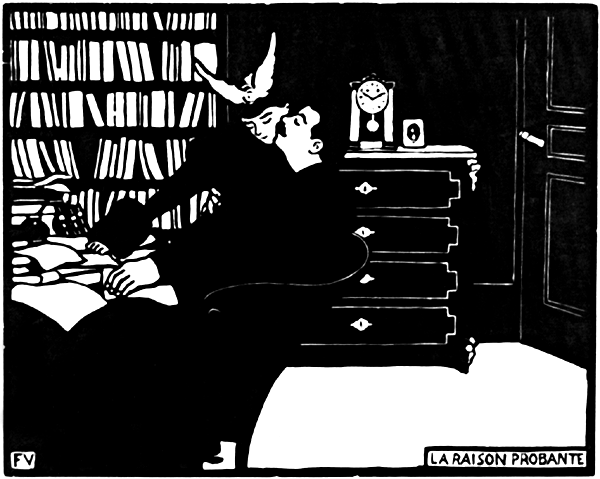
نمونه‌ای از چوب‌تراشی